# Bratříkovice
Bratříkovice egy falu Csehország Morva-sziléziai kerületében. 2010. november 1-jén a falunak 162 lakosa volt.

## Története
A falu első írásbeli említése 1265-ből származik.

## Elhelyezkedése
Bratříkovice  a Nízký Jeseník hegy közelében fekszik. Horní Benešov tőle északnyugatra körülbelül  7 km-re helyezkedik el. A falu nyugati és északnyugati határa erdőkkel borított, tőle nyugatra régebben palát bányásztak.

## Népesség
A település népessége az elmúlt években az alábbi módon változott:
| Lakosok száma | 481  | 374  | 326  | 201  | 151  | 162  | 154  | 153  | 157  | 158  |
|               | 1869 | 1900 | 1921 | 1961 | 1980 | 2011 | 2016 | 2019 | 2021 | 2024 |

## Külső hivatkozások
- Hivatalos honlapja